# Indios de Cartagena
Los Indios de Cartagena fue un equipo de béisbol de la Liga Colombiana de Béisbol Profesional, con participación desde 1948 de forma interrumpida hasta la actualidad 2016–2017 con sede en el Estadio Once de Noviembre de Cartagena de Indias. Logró coronarse campeón en seis ocasiones durante las dos primeras épocas de la pelota caliente en Colombia.

## Historia
Creado en 1948 en la ciudad de Cartagena de Indias se coronó campeón del primer torneo de béisbol en el país, repitiendo título en 1950 y 1952 durante la primera época del deporte en Colombia que tendría ausencia desde 1958 hasta 1979 cuando volvió a resurgir la pelota caliente en el país coronándose nuevamente campeón y reteniendo el título en la temporada siguiente 1980/81, para ganar su último título en la temporada 1987/88, año que además significó su desaparición tras la ausencia de dicho torneo por cinco años hasta 1993, disputaron en la tercera época del torneo desde la temporada 1996/97 hasta la temporada 2001/02 consiguiendo disputar la final en tres ocasiones sin obtener título, en la temporada 2007/08 regresarían gracias a los hermanos Jolbert y Orlando Cabrera quienes compraron el equipo Tigres de Cartagena para rebautizarlos con el nombre de Indios anunciando como mánager a Tommy Thompson quien jugó con el equipo en 1948 como tercera y segunda base. 
En 2009 regresaría el equipo Tigres de Cartagena dándole fin a la historia de uno de los equipos más recordados en el béisbol cartagenero. En la temporada 2016 el equipo de Tigres de Cartagena volvió a darle paso a Indios de Cartagena manteniendo la misma estructura directiva y de jugadores.

## Palmarés
Estos son los títulos obtenidos por el equipo en su historia:
- Campeón: Liga Colombiana de Béisbol Profesional (7) 1948, 1950, 1952, 1955-56, 1979-80, 1980-81 y 1987-88
- Subcampeón: Liga Colombiana de Béisbol Profesional (7) 1951, 1953-54, 1984-85, 1997-98, 1998-99, 1999-00, 2007-08